# Trematodon nitidulus
Trematodon nitidulus là một loài rêu trong họ Bruchiaceae. Loài này được Schimp. ex Besch. mô tả khoa học đầu tiên năm 1872.